# Michael Graziadei

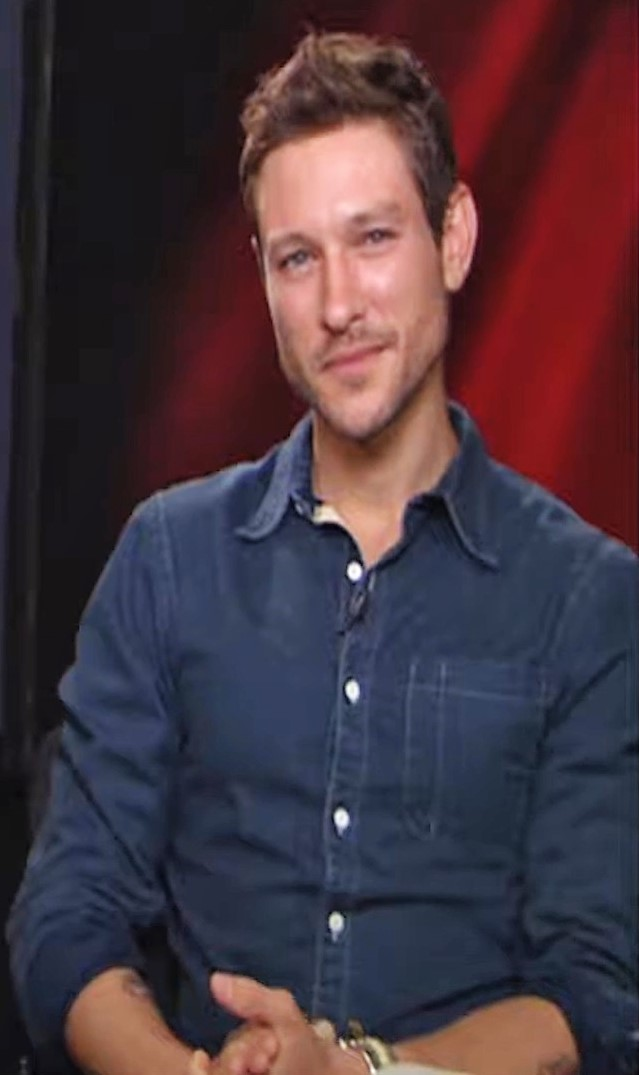
Michael Graziadei

Michael Graziadei (Duitsland, 22 september 1979) is een Amerikaans acteur van Italiaans-Litouwse afkomst.
In 2004 vervoegde hij de cast van soapserie The Young and the Restless als Daniel Romalotti. Het personage was enkele jaren uit beeld, hij werd midden jaren 90 geboren uit een relatie tussen Phyllis Summers en Danny Romalotti, zoals zovele kinderen uit soaps worden ze plots enkele jaren ouder. Na enkele jaren kwam Daniel uit Zwitserland terug naar Genoa City in 2004, maar eerst werd de rol door een andere acteur gespeeld, dan werd iemand anders gezocht voor de rol en gevonden maar ook deze acteur werd niet goed genoeg bevonden en uiteindelijk bood Michael zich aan.